# Toki pona
El toki pona (llenguatge simple o bo en toki pona) és una llengua artificial dissenyada per la traductora i lingüista canadenca Sonja Lang, anteriorment coneguda com a Sonja Elen Kisa (nascuda el 1978). La va publicar a internet a mitjan 2001 i des de llavors l'han apresa milers de persones.
Es tracta d'una llengua minimalista. Se centra, com els pidgins, en elements i conceptes simples relativament universals i comuns al màxim possible de cultures. Va ser dissenyada amb la idea d'expressar el màxim de coses utilitzant el mínim de complexitat. La llengua té 14 fonemes i poc més de 120 paraules oficials (a més de moltes paraules extraoficials que s'han popularitzat entre la comunitat de parlants; de serioses, d'arcaiques i d'humorístiques ─algunes d'elles creades per la mateixa autora). No va ser pensada per a ser una llengua auxiliar internacional, més aviat la seva creadora la va dissenyar per motius filosòfics.
Pel que fa a la llengua, aquesta està dissenyada per simplificar el pensament d'aquells que la parlen, reduint el soroll de les preocupacions causades per l'excés de complexitat en les llengües modernes, i fer més honesta la comunicació. El vocabulari reduït s'aconsegueix amb espais semàntics molt amplis, per exemple, waso (ocell) o ilo (eina), en comptes d'específics com pardal o destornillador. L'autora ha mencionat certa inspiració del taoisme.

## Fonologia
El toki pona està reduït fonèticament gairebé a la mínima expressió.
El seu sistema és similar al del japonès encara que sense geminació de consonants, parells sorda/sonora, vocals llargues ni palatalitzacions. Tampoc no hi ha diftongs.
| a¹    | e  | i  | o  | u  |
| ja    | je | ²  | jo | ju |
| ka3   | ke | ki | ko | ku |
| la    | le | li | lo | lu |
| ma    | me | mi | mo | mu |
| na    | ne | ni | no | nu |
| pa    | pe | pi | po | pu |
| sa    | se | si | so | su |
| ta    | te | ²  | to | tu |
| wa    | we | wi | 4  | 4  |
| (+n)⁵ |    |    |    |    |

¹: Només podem tenir una síl·laba sense consonant inicial al principi d'una paraula. La u pot ser o no labialitzada.

²: j equival a l'AFI/IPA [j]. ji i ti (il·legals) s'han desplaçat cap a i i si.

3: Les oclusives i fricatives es poden pronunciar sordes o sonores.

4: wo i wu (il·legals) s'han desplaçat cap a o i u.

⁵: Dins d'una paraula, la n de final de síl·laba no pot anar seguida de consonant nasal (n o m). Si aquesta n va seguida d'una altra consonant (com ara p o k), pot mutar cap a bilabial o cap a velar (tot i que no es reflecteix en l'escriptura).
L'accent recau sempre sobre la primera síl·laba.

## Sintaxi
Les frases són del tipus subjecte-verb-objecte.
Algunes característiques bàsiques: la paraula li sol separar subjecte de predicat, la paraula e precedeix l'objecte directe, els objectes directes precedeixen els sintagmes preposicionals, la paraula la separa locucions adverbials de la resta de l'oració. Tot això i altres característiques queden reflectides a l'estructura de les frases en la Forma Backus-Naur (BNF):
```
<oració> ::= [<sintagma-adverbial> "la"] <subjecte> "li" <predicat>
<sintagma-adverbial> ::= <sintagma-nominal>
<subjecte> ::= <sintagma-nominal> | <subjecte-compost>
<predicat> ::= <sintagma-verbal> | <predicat-compost>
<subjecte-compost> ::= <subjecte> "en" <subjecte>
<predicat-compost> ::= <predicat> "li" <predicat>
<sintagma-nominal> ::= <nom> <adjectiu>* 
<sintagma-verbal> ::= <verb> <adverbi>* <complement-directe>*
<complement-directe> ::= "e" <sintagma-nominal>
```

### Pronoms
El toki pona disposa dels pronoms bàsics mi (primera persona), sina (segona persona) i ona (tercera persona).
Dits pronoms no especifiquen gènere ni número, de tal manera que —per exemple— ona pot significar tant "ell" com "ella" com "ells" com "elles". A la pràctica, els parlants de toki pona usen el modificador mute ("molts") darrere del pronom que volen pluralitzar (si realment ho necessiten). Un cas concret que es recomana no usar és sina mute en comptes de sina per a dir "vosaltres".
Quan el subjecte d'una frase és mi o sina, no s'usa la partícula li per a separar el subjecte del predicat.

### Noms
A causa del seu vocabulari tan reduït, el toki pona depèn molt de la formació de compostos. Per exemple jan utala ("persona que lluita") s'usa per a dir "soldat".
En toki pona no hi ha noms propis. Els noms de persona o de lloc són modificadors dels noms, comunament jan ("persona") o ma ("terra, lloc"). Per exemple:
jan Monse, la [persona] Montse
toki Kataluna, "la parla catalana", el català
ma Kataluna, "la terra catalana", Catalunya

### Adjectius
En toki pona, com en català, el modificador va després de la paraula modificada. En el cas del toki pona aquesta norma s'ha de complir estrictament.
L'ordre com operen els modificadors és el contrari del del lojban: jan pona lukin ("persona"+"bé"+"mirar") s'interpreta com a ((jan pona) lukin), és a dir "amic que mira" ("amic" es tradueix com a "bona persona").
Per a canviar aquest ordre s'usa la partícula pi (equivalent a "de"). Així jan pi pona lukin s'interpreta com a (jan (pona lukin)), és a dir "persona maca" ("maco" es tradueix com a "que es veu bé", cf. "good-looking").
Els demostratius, els numerals i els pronoms possessius van darrere de la resta d'articles.

### Verbs
Alguns verbs, com ara tawa, que en català portarien preposició, no porten la partícula e en toki pona davant dels seus "objectes directes".

## Vocabulari
El vocabulari està compost de 120 paraules oficials i va ser dissenyat d'acord amb uns principis de viure una vida simple sense les complicacions de la civilització moderna.
Les paraules han estat manllevades de llengües com ara l'anglès, el tok pisin, el finès, el georgià, el neerlandès, el francès de l'Acàdia, l'esperanto, el croat i el xinès (mandarí i cantonès).
Algunes paraules tenen sinònims obsolets perquè van ser canviades per a evitar confusions.
Per exemple, iki significava "ell, ella, allò", però per similituds amb ike ("dolent") va ser canviat a ona.

### Colors
El toki pona té només cinc paraules per a colors: pimeja ("negre"), walo ("blanc"), loje ("vermell"), jelo ("groc"), i laso ("blau"). Aquesta conceptualització simplificada dels colors tendeix a excloure'n alguns habituals a les llengües occidentals. Per exemple, com fan algunes llengües naturals, en toki pona no hi ha una paraula que designi el verd com a color diferent del blau i el groc. Tot i això, els parlants poden combinar aquestes cinc paraules per a afinar la descripció dels colors que volen anomenar.

### Nombres
Només hi ha paraules per a "un", "dos" i "molts" (wan, tu i mute respectivament). A més ala pot significar "zero" tot i que el significat més adequat seria "no" o "cap".
Si cal expressar quantitats més grans que dos, es poden usar wan i tu additivament: tu wan ("tres"), tu tu ("quatre")... Això pot obstaculitzar l'expressió de nombres "grans", cosa que en certa manera va en consonància amb la filosofia de la llengua.
Un sistema de numeració popular i oficial que l'autora i molts parlants desaconsellen consisteix en assignar números a les paraules luka ‘mà’ (5), mute ‘molts' (20) i ali/ale ‘tots' (100) i sumar-los de major a menor. Fent servir aquest sistema, 7 és luka tu, 18 és luka luka luka tu wan i 120 és ale mute.

## Literatura
La literatura del toki pona, amb el temps, ha crescut i es compon principalment de cançons, poemes, histories curtes i traduccions, amb algunes novel·les de considerable mida. La saga de llibres oficials su, distribuïda per Sonja Lang, es va començar en 2024 amb una traducció d'el màgic d'Oz.
Mostra de Toki pona (una versió antiga): El Parenostre
(Podeu sentir-la en format mp3)

mama pi mi mute

mama pi mi mute o,

sina lon sewi kon.

nimi sina o sewi en pona.

ma sina o kama.

jan o pali e wile sina en lon sewi kon en lon ma.

sina o pana lon tenpo suno ni e moku tawa mi.

o weka e pali ike mi, sama la mi weka e pali ike pi jan ante.

o pana ala e wile ike tawa mi.

o awen e mi weka tan ike.

ni li nasin.